# Pruisen (provincie in Pruisen)
Pruisen was een provincie van Pruisen die bestond van 1829 tot 1 april 1878.

## Geschiedenis
De provincie ontstond in 1824 door samenvoeging van de provincies Oost-Pruisen en West-Pruisen. Regeringsleider van de provincie Pruisen werd de voormalige eerste president van West-Pruisen, Theodor Heinrich von Schön, die reeds sinds 1815 op deze vereniging had aangedrongen. Aanvankelijk werd deze provincie in personele unie bestuurd, op 3 december 1829 werd het bestuur van de twee voormalige provincies daadwerkelijk samengevoegd.
De twee grote steden Danzig en Elbing drongen om economische redenen echter weer op scheiding van de provincie aan, hetgeen op 1 april 1878 gebeurde.

## Bestuurlijke indeling
De provincie Pruisen was verdeeld in vier Regierungsbezirke:
- Danzig
- Gumbinnen
- Koningsbergen
- Marienwerder

## Eerste presidenten (Oberpräsidenten)
- 1824-1842: Theodor Heinrich von Schön
- 1842-1848: Karl Wilhelm von Bötticher
- 1848-1849: Rudolf von Auerswald
- 1849-1850: Eduard Heinrich von Flottwell
- 1850-1868: Franz August Eichmann
- 1869-1878: Carl Wilhelm Heinrich Georg von Horn

1815:
Brandenburg · Groothertogdom Beneden-Rijn · Gulik-Kleef-Berg · Oost-Pruisen · Pommeren · Posen · Saksen · Silezië · Westfalen · West-Pruisen · 1822: Rijnprovincie · 1829: Pruisen · 1850: Hohenzollernsche Lande · 1867: Hannover · Hessen-Nassau · Sleeswijk-Holstein · 1878: Oost-Pruisen · West-Pruisen · 1919: Neder-Silezië · Opper-Silezië · 1920: Berlijn · 1922: Grensmark Posen-West-Pruisen · 1944: Halle-Merseburg · Keur-Hessen · Maagdenburg · Nassau · 1945: Saksen-Anhalt